# Dobrosin
Dobrosin (serbisch-kyrillisch Добросин; albanisch definit Dobrosini, indefinit Dobrosin) ist ein Haufendorf im westlichen Teil der Gemeinde Bujanovac im Bezirk Pčinja im Südosten der Republik Serbien.

## Geographie

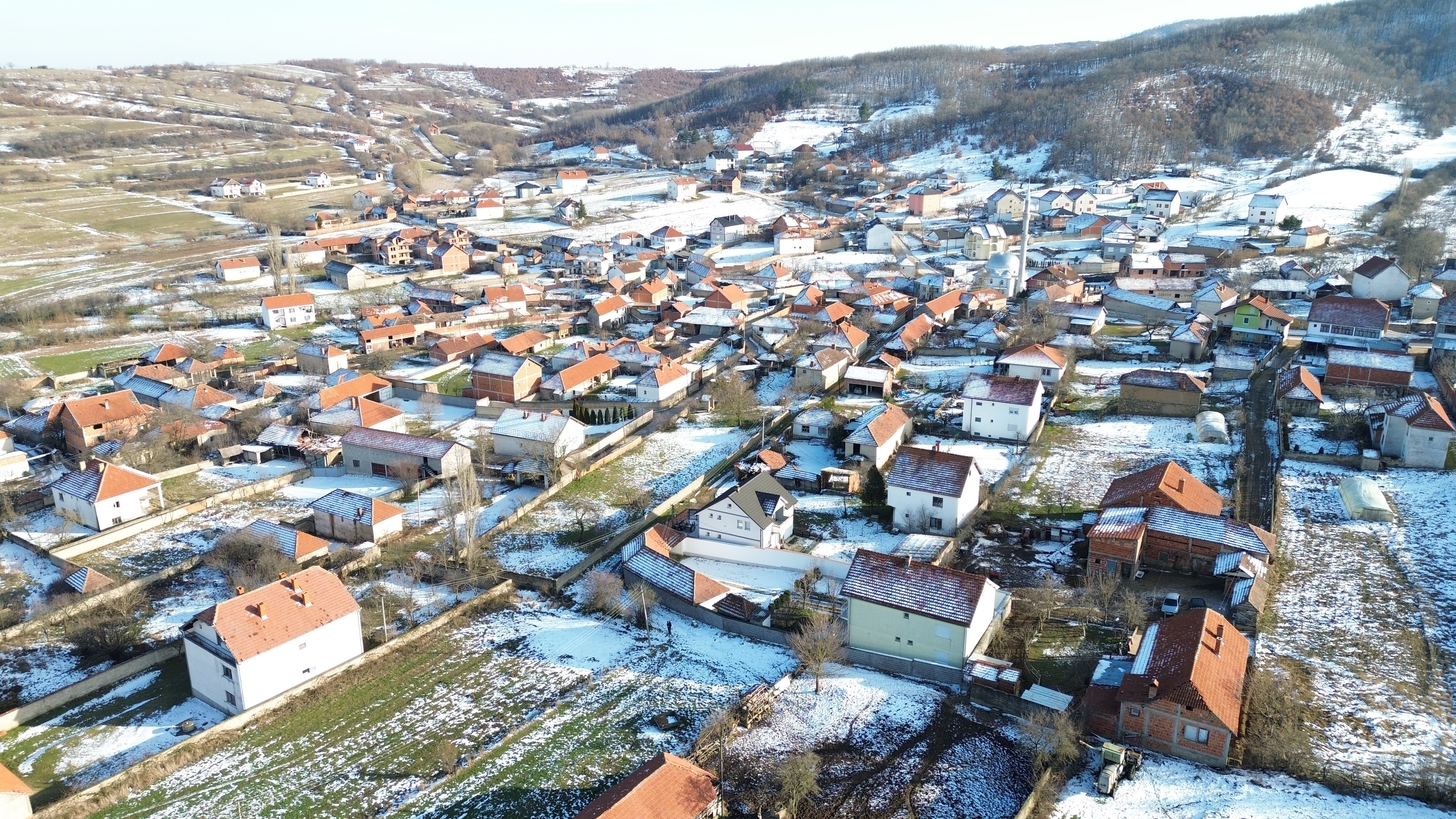
Luftaufnahme vom Dorf (2023)

Dobrosin befindet sich rund 15 Kilometer westlich der Gemeindehauptstadt Bujanovac und nur einen Kilometer östlich der serbisch-kosovarischen Grenze.
Im Nordosten teilt das 857 Hektar große Dorfgebiet eine Grenze mit demjenigen von Končulj, im Südosten mit Lučane und im Süden mit Nesalce. Auf der kosovarischen Seite liegen im Nordwesten Stublina, im Südwesten Pogragja und im Süden Bilinca.
Das Grenzdorf liegt im nördlichen Teil der Skopska Crna Gora (albanisch Malësia e Karadakut oder kurz Karadaku) in einem Talkessel eines Zuflusses der Südlichen Morava.
Es herrscht wie in der ganzen Region Kontinentalklima.

## Bevölkerung
Der Ort hat 749 Einwohner (Stand 2002). Fast alle Bewohner gehören der albanischen Minderheit Serbiens an und sprechen einen nordostgegischen Dialekt. Sie bekennen sich fast ausschließlich zum Islam hanafitischer Rechtsschule, wenngleich der bektaschitische Einfluss nicht zu unterschätzen ist, jedoch in den letzten Jahrzehnten merklich abgenommen hat. Unbedeutend ist hingegen der Salafismus. Ein Großteil der während des sozialistischen Jugoslawiens aufgewachsenen Muslime ist außerdem säkular geprägt. Der Atheismus spielt eine unbedeutende Rolle.
Im Dorf steht eine Moschee mit einem Minarett.

## Geschichte
Laut dem Abkommen von Kumanovo im Juni 1999, womit der Kosovokrieg beendet wurde, befand sich Dobrosin in der fünf Kilometer breiten entmilitarisierten Zone entlang der serbisch-kosovarischen Grenze, wohin die serbische Polizei und die Armee Jugoslawiens keinen Zugang hatten und die unter der Kontrolle der KFOR stand.
Am 26. Januar 2000 wurden jedoch serbische Polizisten in Dobrosin stationiert und es kam beim darauffolgenden Schusswechsel zum Tod zweier albanischer Brüder. Noch am selben Tag traten bei deren Begräbnis zum ersten Mal Mitglieder der UÇPMB, der „Befreiungsarmee von Presheva, Medvegja und Bujanoc“, öffentlich auf. In den nächsten Monaten befand sich die ganze Region von Preševo in einem bürgerkriegsähnlichen Zustand, im Zuge dessen Tausende Albaner in den Kosovo, vor allem nach Gjilan, flüchteten und der erst nach mehr als einem Jahr endete.

## Kultur
Im Dorf besteht zwar eine Schule, doch da Dobrosin sehr unter der Landflucht leidet, besuchen die Kinder und Jugendlichen – je nach Schuljahr – nicht selten die Schule in Bujanovac.
Im Ort stößt man an vielen Stellen auf Denkmäler von Gefallenen der UÇPMB.

## Verkehr
Durch Dobrosin führt eine Gemeindestraße, die in Lučane von der Bundesstraße 41 abzweigt und ins kosovarische Pogragja und weiter nach Gjilan führt.